# 서울리거
서울리거(SeouLeaguer)는 헬스케어(보톨리눔톡신/필러 유통 및 의료기기 등 도소매업), 화장품 제조 및 도소매업, MSO사업(미용성형 병/의원 및 건강검진센터 운영지원업) 등을 영위하는 대한민국의 기업이다. 본사는 서울특별시 강남구 논현로133길 9 (논현동, 거야빌딩)에 위치해 있으며 대표이사는 이재규이다.

## 투자
- (주)룩옵틱스 지분 50%-1주 보유
- 에어프레미아(주) 지분 1.87% 보유
- (주)데이원컴퍼니 지분 1.14%를 보유

## 역사
- 1991년 설립되어 2002년 7월 코스닥시장에 상장 이후 2016년 (주)서울리거로 사명을 변경하여 병원경영지원사업(MSO사업)을 주된 사업으로 하였음.
- 2019년 의약품 및 의료기기 등 유통업에 진출하였음.
- 2024년 12월 자회사 (주)코스리거[1]를 설립하여 화장품 제조업에 진출하였음.

## 종속기업
- 코스리거
- 한청메디컬
- 서울리거뷰티
- 서울리거홍콩
- 뮤즈메디컬

## 같이 보기
- 휴젤

## 참고문헌
1. ↑  '화장품사업 강화' 서울리거, 공장매입까지 '일사천리' 더벨, 2025.02.10